# McDonald Mariga
McDonald Mariga Wanyama (né le 4 avril 1987, à Nairobi) est un ancien footballeur international kényan. Il est le premier joueur kényan à avoir joué en première division italienne.

## Carrière en club

### Carrière de jeune
Mariga a commencé sa carrière de football aux Étoiles Ulinzi avant son départ au Pipeline FC. Mariga était un membre de l'école de football Kamukunji Golden boys, qui a aussi inclus l'attaquant kényan Dennis Oliech (Auxerre, France), qui a gagné deux championnats nationaux consécutifs en 2002 et 2003.
Le milieu central est allé en Suède en 2005 jouer pour le club de troisième Division Enköpings SK. Après seulement une saison à ESK, il a signé pour Helsingborgs IF avant la saison 2006. Son succès à l'Olympia Stadium était immédiat. Après l'intérêt initial de l'entraineur du Portsmouth FC, Harry Redknapp, Mariga a semblé résolu pour signer pour le club de Premier League, mais les problèmes entourant l'obtention du permis de travail ont finalement fait avorter le transfert qui aurait coûté autour de 2,7 millions d'euros.

### Parme
Il est finalement parti en prêt avec option d'achat pour 2 millions d'euros en direction du club de Serie A, Parme, en août 2007. Mariga a signé un contrat de quatre ans. 25 % de la valeur du transfert iront à l'Enköpings SK, le premier club européen qu'a connu Mariga.
Mariga, qui était évalué à près de 0,8 million d'euros, a vu sa valeur grimper en flèche en l'espace d'une année à Parme.
Mariga, qui a joué 35 fois pour Parme en Serie B pendant la saison 2008-2009 et marqué à trois reprises, a largement contribué à la remontée du club italien dans l'élite pour la saison 2009-2010.
En janvier 2010, il devait être recruté par le club de Premier League du Manchester City FC, mais sa demande d'obtention du permis de travail a de nouveau été refusée.

### Inter de Milan
Le 1er février 2010, le jour de la clôture du marché des transferts, l'Inter Milan recrute Mariga sous forme de copropriété.
Ce dernier s’est engagé jusqu’en 2014 et portera le nº 17. De plus, en échange, le club lombard a transféré Luis Jiménez au club d’Émilie-Romagne qui dispose également de la moitié des droits du jeune attaquant français Jonathan Biabiany.
Il inscrit son premier but avec l'Inter Milan contre l'Atalanta Bergame, à la 35e minute.
Au début de la saison 2011/2012 il est prêté au club espagnol de la Real Sociedad. Ne pouvant retourner à l'Inter Milan il est prêté à Parme pour les  saisons 2012/2013 et 2012/2014. À l'issue de celles-ci il retourne à l'Inter Milan à la demande du manager Andrea Stramaccioni. Mais finalement en mai 2014 il est libéré par son club .

### Parme
Le 4 septembre 2014 il re signe pour Parme, club qu'il avait quitté en 2010 pour rejoindre l'Inter Milan. 

## Anecdotes
Son père Noah Wanyama, un ailier gauche, a joué pour AFC Leopards et la sélection du Kenya. Son plus jeune frère Victor Wanyama est aussi un footballeur professionnel, tandis qu'un autre frère Thomas Wanyama joue pour le club de Sofapaka. Leur  sœur la plus jeune, Mercy Wanyama est capitaine de l'équipe de basket-ball du Lycée de Langata, elle avait joué auparavant au football.

## Palmarès
Avec l'Inter de Milan :
- Champion de Serie A : 2010.
- Vainqueur de la Coupe d'Italie de football : 2010.
- Vainqueur de la Ligue des Champions en 2010.
- Vainqueur de la Supercoupe d'Italie en 2010
- Vainqueur de la Coupe du monde des clubs en 2010.